# 哈剌阿思蘭都大
哈剌阿思蘭都大，蒙古帝国时期高昌畏兀儿人。世為高昌回鹘巨室望族。
父亲玉龍阿思蘭都大，贈中奉大夫、河南江北等处行中書省参知政事、護軍、范陽郡公、祖母月禿堅、追封范陽郡夫人。1209年，畏兀儿亦都护战胜蔑儿乞部脱黑脱阿的儿子忽都后，他奉命与察鲁向蒙古成吉思汗奏捷。后又向蒙古献金宝入贡。从此高昌归附蒙古。他留在蒙古事奉成吉思汗，入宿卫。跟随成吉思汗攻打金朝，在柳城去世。贈資善大夫，湖广等处行中書省右丞、上護軍、范陽郡公，妻子燕帖你，追封范陽郡夫人其子阿塔海牙。